# Henicopernis
Henicopernis es un género de aves accipitriformes de la familia Accipitridae que habitan las islas de Nueva Guinea, Aru, Schouten y Nueva Bretaña.

## Especies
El género Henicopernis incluye dos especies:
| Especie                 | Nombre común                            | Descriptor   |
| ----------------------- | --------------------------------------- | ------------ |
| Henicopernis infuscatus | abejero negro (milano de Nueva Bretaña) | Gurney, 1882 |
| Henicopernis longicauda | abejero colilargo (milano colilargo)    | Garnot, 1828 |